# هيم (فرقة فنلندية)
هيم (بالإنجليزية: HIM)‏ هي فرقة روك من هلسنكي، تشكلت في عام 1991 من قبل المغني فيلي فالو وعازف الجيتار ميكو لندسترم وعازف البيس ميكو بانانين ‏ والطبال Juha Tarvonen و Juippi. وحاليا يوجد في الفرقة فيلي فالو وميكو لندسترم وميكو بانانين ‏ وياني بورتينين على الكيبورد وميكا كاربينن ‏ على الطبول. وتعتبر فرقة هيم من قبل الكثيرين بأنها أفضل فرقة فنلندية. والذي أدى اِلى زيادة شهرتهم هو كلمات الأغاني الشعرية والرومانسية.

## البداية (1991 - 1999)
في عام 1992 سجلت الفرقة شريط تجريبي ولم ينشر ويحتوي على سبعة أغاني اِسمه وتشز اند اوذر نايت فيرز (Witches and Other Night Fears)، والنسخة الوحيدة المفترض وجودها موجودة عند المغني فيلي فالو.
اسم الفرقة الأصلي كان هيز إنفيرنل ماجيستي (بالإنجليزية: His Infernal Majesty)‏، وقد تم تغييره لهيم (HIM) حتى لا يعطوا للناس فكرة خاطئة بأنهم من عبدة الشياطين.
تم نشر التسجيل الأول 666 وييز تو لوف: برولوج (666Ways to Love: Prologue) في فنلندا. وتم بيع 1,000 نسخة فقط ، مما جعل الحصول على هذا التسجيل نادراً وغالي الثمن للمعجبين بالفرقة في هذه الأيام، ومؤخراً تم عرض نسخة من هذا التسجيل على موقع إيباي بسعر 600 دولار. وصورة المرأة الموجودة على غلاف التسجيل هي صورة والدة المغني فيلي فالو التي كانت تعمل في محل أحذية في ذلك الوقت، وتم التسجيل في إستديو فينفوكس.

## جريتيست لوڤ سونجز فول. 666 (1997)

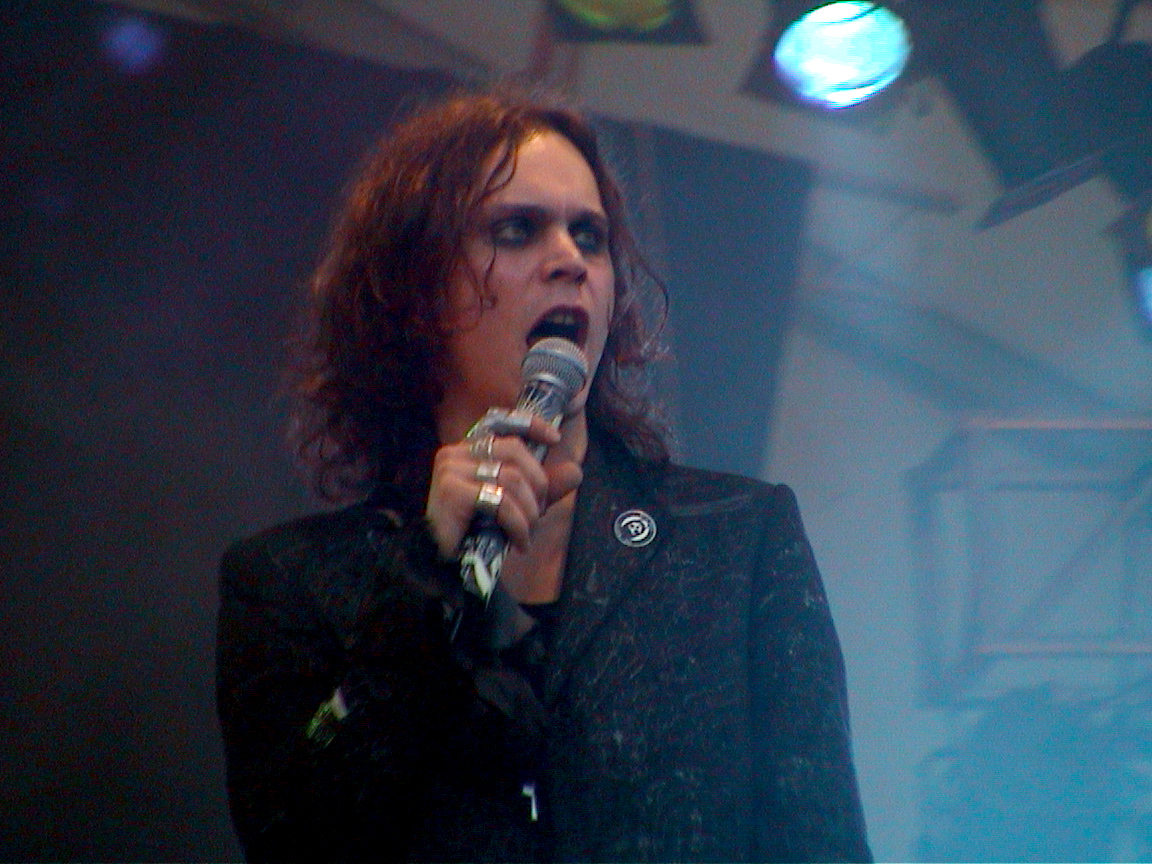
فيل فالو في رويسروك، توركو، فنلندا، 2001

قامت الفرقة بإصدار ألبومها الأول جريتيست لوڤ سونجز ڤول. 666 (جريتيست لوڤ سونجز ڤول. 666) في العشرين من نوفمبر 1997، وكانت هناك أغاني كوفر (بالإنجليزية: Cover)‏ أو كما تسمى بالعربية نسخة غلاف مثل أغنية ويكد جيم للمغني كريس ايزاك (Chris Isaak) وأغنية دونت فير ذا ريبر (Don't Fear The Reaper) لفرقة بلو اويستر كلت (Blue Öyster Cult), وقد تم نشر أربعة أغاني منفردة من هذا الألبوم. وفي إبقائهم للاسم 666 في التسجيل الأول والألبوم الأول كان طول الألبوم الأول 66:06 دقيقة وكان يوجد فيه 66 أغنية، 55 أغنية منها فارغة. ولكن هناك الأغنية رقم 66 التي تبدأ في الدقيقة، ويعتبر هذا الألبوم الوحيد الذي يحتوي على أغاني مخفية. أما بالنسبة للرموز الشيطانية فقال فيلي فالو أن الألبوم لم يعن شيئاً مثل هذا.

## ريزربليد رومانس (1999 - 2001)
بعدما انتشرت سمعة الفرقة في أوروبا، وخصوصاً في فنلندا. أطلقت الفرقة ألبومها الثاني في 1999 واسمه ريزربليد رومانس. ووصلت الأغنية المنفردة جوين مي ان ديث ‏ للمرتبة الأولى في قائمة الاغاني الألمانية، وبيعت أكثر من 500,000 نسخة من الأغنية خلال شهرين.
جوين مي ان ديث ‏ تم استعمالها ك(بالإنجليزية: Soundtrack)‏
في الفيلم الأوروبي ذا ثيرتينث فلور  (The Thirteenth Floor).
وبعد هذا النجاح الباهر في ألمانيا فقد نشروا أغنيتان منفردتان أخرتان وهما رايت هير ان ماي ارمز وأغنية جون ويذ ذا سن. 
 وقد حققتا المراتب ال20 وال19 على التوالي. وخلال ذلك الوقت أصبحت الفرقة تنتشر سمعتها في أوروبا وتحديداً في المملكة المتحدة. والألبوم بنفسه قد حقق المرتبة الأولى في ألمانيا وفنلندا.
في عام 2002، تمت إعادة نشر الألبوم في الولايات المتحدة، ولكن الفرقة لم يسمح لها باستعمال اسمها الأصلي لوجود فرقة تسمى هيم (HiM) وتملك حقوق الاسم في الولايات المتحدة. فغيروا اسم الفرقة إلى هير (بالإنجليزية: HER)‏. وأخيراً استطاعت الفرقة الحصول على حقوق الاسم وقد تم تصنيع الغلاف باسمهم الاصلي. ويوجد فقط 1,000 نسخة من الألبوم تحت اسم هير مما جعل هذا الإصدار نادراً جداً وصعب الحصول عليه من قبل المعجبين.

## ديب شادوز اند بريلينت هايلايتس (2001 – 2003)
خلال عام 2001، قامت الفرقة ببدأ فرقة جديدة اسمها دانيل لايوناي (Daniel Lioneye)، وقد قُررت كمشروع فردي لعازف الجيتار ميكو لندسترم الذي أصبح هو المغني. وأصبحت الفرقة تغني الهارد روك، وأصبحت كلمات الأغاني تتحدث عن الجنس والكحول والروك اند رول وقد أنتجوا ألبوماً واحداً اسمه ذا كنج أوف روك آند رول (The King of Rock'n Roll)، وهو مختلف جداً عن كلمات أغاني هيم الرومانسية.
وبعد مشروع (Daniel Lioneye)، نشرت هيم ألبومها الثالث ديب شادوز أند بريلينت هايلايتس (ديب شادوز اند بريلينت هايلايتس) في مارس 2001، وكان هذا أول ألبوم لهم مع عازف الكيبورد ياني بورتينين، ومرة أخرى حقق الألبوم المرتبة الأولى في قائمة الأغاني الفنلندية، ووصل المرتبة الثانية في قائمة الأغاني الألمانية، وتم نشر ثلاث أغاني منفردة وهم:بريتندنج التي حققت المرتبة العاشرة في الترتيب الألماني، وان جوي اند سارو، والأغنية المنفردة المضاعفة (التي تحتوي على أغنيتان منفردتان) هارت ايك افري مومنت وكلوز تو ذا فليم، وفي نوفمبر 2001 وصلت مبيعات الألبوم إلى 400,000 نسخة.

## لوڤ ميتال (2003 - 2004)
في 14 ابريل 2003 قامت الفرقة بإصدار ألبومها الرابع، ولأول مرة لم يظهر المغني (Ville Valo) على غلاف الألبوم بل ظهر رمز ميتال الحب أو (بالإنجليزية: Heartagram)‏. وهو شعار الفرقة المعروف الآن. أغنية ذا فيونرل اوف هارتس كانت أول أغنية منفردة من الألبوم وحققت المرتبة الرابعة عشر في قائمة الأغاني البريطانية، وقد حققت المرتبة الثالثة في ألمانيا، ومن ثم تُبِعت بباريد اللايڤ باي لوڤ ‏ وذا ساكرمنت ‏.
في غضون ذلك الوقت، أصبح الفريق معروفاً أكثر في الولايات المتحدة الأمريكية والعالم عندما قام المتزلج المحترف براندون كول (Brandon Cole) باستعمال رمز ميتال الحب في مسلسله الخاص ڤيڤا لا بام (Viva La Bam).
وقد قام براندون كول(Brandon Cole) الملقب ب بام (Bam) بإنتاج فيديو كليب باريد اللايڤ باي لوڤ (Buried Alive By Love) والتي ظهرت به النجمة جوليت لويس بطلة فيلم ناتشورل بورن كيلرز (Natural Born Killers).
في 2003 قامت الفرقة في عرض حي في مهرجان داونلود (Download Festival) في المسرح الثاني مع الفرقة السويدية هيلاكوبترز (The Hellacopters).

ألبوم لوڤ ميتال تم غنائه كله في 23 مارس 2003، أي قبل شهر من نشره رسمياً في هامبورغ والأغنية الوحيدة التي لم تغنى هي لوڤز ريكيوم (Love's Requiem) لاِنها لم تكن ضمن النسخة العادية للألبوم، ولكنها في النسخة الرقمية.

## اند لوڤ سيد نو: ذا جريتست هيتس 1997-2004 (2004)
اند لوڤ سيد نو: ذا جريتست هيتس 1997-2004 (اند لوڤ سيد نو : ذا جريتست هيتس 1997-2004) وهو أول ألبوم لأفضل أغاني هيم، ويحتوي على أغنيتان جديدتان وهما: اند لوڤ سيد نو (اند لوڤ سيد نو : ذا جريتست هيتس 1997-2004) ونسخة الغلاف لاغنية نيل دايموند (Neil Diamond) واسمها سوليتري مان (Solitary Man). ويحتوي أيضاً على أغنية معاد تسجليها وهي (ون لوف اند ديث امبريس), كما تحتوي النسخة البريطانية على أغنية ثانية معاد تسجيلها أيضاً وهي
إتس أول تيرز.

## دارك لايت (2005)
وهو ألبوم هيم الخامس، وعند إصداره في الولايات المتحدة ظهر في أفضل عشرين ألبوم في بيلبورد 200. الأغنيتان وينجز اوف ا باترفلاي ‏ وكيلنج لونلينيس ‏، تم تصوير فيديو كليب لهما.
إن نجاح ألبوم دارك لايت ساعد في إعادة تصنيف عدد من ألبومات هيم السابقة في الولايات المتحدة مثل لوڤ ميتال (لوف ميتال). في أكتوبر 2006 أعلنت الفرقة على موقعها الرئيسي أنه تم إعطاء ألبومها دارك لايت شهادة ذهبية من الار أي ايه ايه (RIAA) وهذا جعل هيم أول فرقة فنلندية تبيع أكثر من 500,000 نسخة في الولايات المتحدة الأمريكية.

## ڤينوس دووم (2007)
لقد صدر هذا الألبوم في 14 سبتمبر 2007 في كل من ألمانيا وفنلندا وأيرلندا والسويد، وفي 17 من سبتمبر أصدر عالمياً، وفي 18 سبتمبر أصدر في الولايات المتحدة الأمريكية.
لقد ظهرت الأغنية باشنز كيلنج فلور (Passion's Killing Floor) ك(بالإنجليزية: Soundtrack)‏ لفيلم المتحولون  (Transformers) وتم إصدار أول أغنية منفردة وهي ذا كيس اوف دون (The Kiss Of Dawn)، والتي أصبحت أغنية أساسية في جميع عروضهم الحية مثلها كمثل أغنية باشنز كيلنج فلور وديد لوفرز لين والأغنية الأسطورية سليب ووكنج باست هوب. تم إخراج فيديو كليب ذا كيس اوف دون من قبل (Meiert Avis). والأغنية المنفردة الثانية كانت بليد ويل (فينوس دووم) وتم تصويرها في لوس انجلوس.

## سكريم ووركس: لوڤ ان ثيري آند براكتس (2010)
في التاسع من يونيو 2009، أعلنت الفرقة في مقابلة على راديو يورو روك أنهم سيبدأوا بتسجيل ألبوم جديد في اوغسطس 2009 مع المنتج مارك سكواير في لوس انجلوس، كاليفورنيا وسيكون اسم الألبوم سكريم ووركس: لوڤ ان ثيري آند براكتس، وبدأ تسجيل الألبوم في الثالث من أوغسطس 2009 وأنتهوا في الثامن من أكتوبر 2009.

## تيرز أون تايب (2012- حالياً)
في 18 أغسطس 2012 تم الأجماع بواسطة أعضاء الفرقة على صفحتهم الرسمية في الفيسبوك بأنهم سيعملون على ألبوم ثامن جديد كلياً والذي سيتم أصداره في وقتاً مبكر من عام 2013.
أجرى الموقع الألكتروني أكزامنر مقابلة مع فالو حيث قال فيها تعليقاً على وقت أصدارهم لألبوهم الجديد:(.. سيكون في مطلع السنة القادمة، ربما في مارس أو أبريل 2013).
تم إصدار الألبوم رسمياً في 26 أبريل في فنلندا، و 29 أبريل في باقي أنحاء العالم ما عدا الولايات المتحدة وكندا الذي سيصدر لاحقاً تحديداً في 30 أبريل 2013. ولكن في 7 أبريل 2013, حدث أن هناك تسريب للألبوم في بعض المواقع على الأنترنت.

## النوع
جميع أغاني هيم تقع ضمن دوائر أنواع محدودة وهي: الروك البديل أو الميتال البديل، ولكن في أغلب الأحيان يقوم فيلي فالو بوصف نوع أغانيه باسم لوڤ ميتال وهذا ما يفعله المعجبين بالفرقة في أنحاء العالم، لكن النقاد لهم رأي اخر وهو أن نوع أغاني هيم هي: جوثيك ميتال وجوثيك روك وروك بديل وميتال بديل.

## رمز الفرقة
إن رمز الفرقة وهو كما يسمى (Heartagram).صُمم من قبل فيلي فالو في يوم عيد ميلاده العشرين. قال فالو «إن الهارتجرام يمثل هيم كفرقة، ككيان، ويمثل نوع ميتال الحب بشكل عام»
الكثير من المعجبين بالفرقة يحصلون على وشوم بمثل هذا الرمز على أجسادهم، أو رموز مثل الرموز الموجودة على جسد فيلي فالو مثل قلب الحب الموجود على ذراع فيلي فالو الأيمن.

## الألبومات
- جريتيست لوڤ سونجز ڤول. 666 1997
- ريزربليد رومانس 1999
- ديب شادوز اند بريلينت هايلايتس 2001
- لوڤ ميتال 2003
- دارك لايت 2005
- ڤينوس دووم 2007
- سكريم ووركس : لوڤ ان ثيري آند براكتس 2010

## وصلات خارجية
- هيم على موقع IMDb (الإنجليزية)
- هيم على موقع ميوزك برينز (الإنجليزية)
- هيم على موقع أول ميوزيك (الإنجليزية)
- هيم على موقع ديسكوغز (الإنجليزية)

- الصفحة الرئيسية للفرقة